# Microviridae
Microviridae és una família de virus bacteriòfags d'ADN monocatenari. Tenen un genoma que mesura entre 4.5-6kb i són circulars en la seva conformació. Es poden dividir en tres clades principals segons la mida del seu genoma i segons la seva similaritat amb les soques de laboratori conegudes – El clade X174-like clade, El clade G4-like clade i el clade 3-like clade.

## Gèneres
- Gènere Microvirus; espècie tipus: Enterobacteria phage φX174
- Gènere Spiromicrovirus; espècie tipus: Spiroplasma phage 4
- Gènere Bdellomicrovirus; espècie tipus: Bdellovibrio phage MAC1
- Gènere Chlamydiamicrovirus; espècie tipus: Chlamydia phage 1